# PricewaterhouseCoopers
A PwC, antigamente conhecida como PricewaterhouseCoopers, é um rede de firmas independentes e uma das maiores multinacionais de consultoria e auditoria do mundo, que estão presente em 158 territórios, com mais de 250 mil profissionais dedicados à prestação de serviços em auditoria e asseguração, consultoria tributária e societária, consultoria de negócios e assessoria em transações. A firma faz parte do seleto grupo apelidado de "Big Four" de empresas de consultoria e auditoria.
A fundação da Price & Co. foi em 1849, Londres. Com a fusão da Price & Co. com Waterhouse houve uma mudança do nome, mas a expansão geográfica da firma começou em 1906. No Brasil, tivemos a abertura do primeiro escritório em 1915. Só em 1998 tivemos a fusão com da Price Waterhouse com a Coopers & Lybrand, resultando no nome PricewaterhouseCoopers, que em 2010 virou PwC. Além disso, a firma teve a aquisição da Booz & Co. hoje Strategy&, braço de consultoria da firma, em 2013.
Há mais de 100 anos no país, a PwC Brasil conta com cerca de 5 mil profissionais, distribuídos em 17 escritórios em todas as regiões brasileiras.
Em 2019, a PwC anunciou que iria investir US$ 3 bilhões em treinamento para todos os seus 275 000 funcionários em três a quatro anos. Isso equivale a US$ 3.636 a US$ 2.727 por funcionário anualmente, dependendo do cronograma final. Os US$ 3 bilhões seriam divididos em quatro frentes: o investimento necessário para afastar os funcionários dos clientes e colocá-los nas salas de aula, o desenvolvimento de ferramentas de treinamento digital, a implantação de funcionários em projetos comunitários que espalham as mesmas técnicas e o aproveitamento de parcerias existentes.